# Rachel Auerbach
Pour les articles homonymes, voir Auerbach.
Rachel Auerbach (18 décembre 1903, Lanowitz, Podolie russe (aujourd'hui Lanivtsi en Ukraine) - 31 mai 1976 Tel Aviv) est une journaliste, historienne, essayiste et écrivaine juive polonaise, survivante du ghetto de Varsovie, qui a écrit surtout en yiddish, et consacré sa vie à rassembler et à publier les témoignages sur la Shoah. Après 1950, elle s'est établie en Israël.

## Biographie
Rachel Auerbach est née en 1903 à Lanowitz, un shtetl dans la Podolie russe (aujourd'hui Lanovtsy en Ukraine). 
Durant son enfance elle acquiert l'amour de la langue et du folklore yiddish. Elle reçoit aussi une éducation dans la langue polonaise.  
Elle fait des études de philosophie à Lvov. Elle s'y lie d'amitié avec les poètes Dvora Fogel et Bruno Schulz. Militante sioniste, elle devient journaliste. 
En 1933, elle s'installe à Varsovie. Elle est active dans les cercles yiddish et notamment de l'YIVO. Elle écrit des critiques littéraires et des articles sur la psychologie en yiddish et en polonais. Elle devient la compagne de poète Itzik Manger dont elle préserve les manuscrits dans les archives Ringelblum après que celui-ci ait quitté la Pologne en 1938.

### Seconde Guerre mondiale

#### Ghetto de Varsovie
Durant la Seconde Guerre mondiale, dans le ghetto de Varsovie, elle tient une cantine dans un immeuble de l'association des hommes d'affaires juifs. Elle est aussi très active dans l'Oneg shabbat, l'organisation d'Emanuel Ringelblum qui anime un groupe collectant tous les documents possibles sur la vie du ghetto de Varsovie. Elle tient un journal intime. Elle y parle de la peur grandissante de la mort des Juifs. À la demande de Ringelblum, elle écrit une chronique de la vie de Varsovie. 
Elle échappe à la grande déportation de l'été 1942. 
À l'automne 1942, elle rédige les témoignages de rares détenus juifs qui ont pu s'échapper de Treblinka et qui sont retournés à Varsovie. Elle rédige notamment celui d'Abraham Krzepicki qui fait plus d'une centaine de pages.

#### Résistance
En février 1943, elle parvient à se cacher du côté aryen de la ville chez des amis polonais. Grâce à des faux papiers, elle peut circuler dans la ville et devient courrier pour les mouvements de résistance juive. 

#### Archiviste de la Shoah
Après l'écrasement de l'insurrection du ghetto, Rachel Auerbach  continue à rassembler des archives sur la vie des Juifs et leur anéantissement. À la demande de comité juif national, elle écrit un essai sur la grande déportation et l'assassinat des intellectuels juifs. La majorité de son travail est alors en polonais. Elle essaie d'expliquer les différents facteurs sociaux et psychologiques, individuels et collectifs qui travaillent la communauté juive pendant les années de ghetto. Elle montre ainsi la grande diversité des comportements, du sacrifice pour sauver sa famille ou la communauté, à la collaboration. Elle montre aussi comment les Allemands exploitent sans vergogne la volonté de survivre de Juifs et une certaine naïveté optimiste pour les manipuler et les faire monter dans les trains vers la mort immédiate à Treblinka pendant l'été 1942. Elle pense qu'un autre peuple mis dans la même situation aurait réagi autrement et se serait plus défendu.
En novembre 1943, elle écrit en yiddish Yizkor son livre du souvenir ou mémorial pour rendre hommage aux disparus du ghetto. Elle décrit les juifs du ghetto de tous les milieux en montrant leur profonde humanité. Comme dans beaucoup d' Yizker-bikher, elle puise dans la tradition biblique, comme le psaume 137 pour évoquer la Varsovie juive disparue. Ce texte est aussi un kaddish pour les morts assassinés.

### Les archives Ringelblum
En 1946, alors qu'elle prend la parole lors d'une commémoration de l'insurrection du ghetto de Varsovie, elle implore l'assistance de retrouver les archives Ringelblum enfouies dans les ruines du ghetto. Mais en 1946, peu de gens voient l'importance que peut avoir un tel matériel historique et son appel suscite une relative indifférence. Ceci n'empêche pas Rachel Auerbach de continuer le travail de Ringelblum de collecte d'archives et de témoignages. 
Elle travaille pour le comité central des Juifs polonais qui deviendra plus tard l'institut d'histoire juive. Elle aide à la publication du témoignage de Leon Wieliczker (Léon Wells) sur le camp de Janowska et publie en 1947, toute une série de témoignages sur Treblinka, Oyf di felder fun Ṭreblinke. En 1948, elle publie à Varsovie en Yiddish, Der Yidisher Oyfshtand: Varshe 1943. 

### Israël
En 1950, elle émigre en Israël où elle continue à recueillir des témoignages. Elle participe à la fondation de Yad Vashem et travaille dans le département s'occupant de la collecte des témoignages.
Elle est persuadée que les récits des survivants sont des sources historiques à ne pas négliger, que la Shoah est un événement dans lequel le peuple israélien doit chercher son identité et son unité.  
Elle s'oppose au premier directeur de Yad Vashem l'historien Dinur qui, selon elle, néglige trop les témoignages en yiddish au profit de ceux en langue allemande. 
Elle s'oppose publiquement à la normalisation des rapports germano-israéliens. Elle écrit en yiddish sur la vie à Varsovie avant la guerre, dans le ghetto et en Israël. 
Elle meurt en 1976.

## Œuvres
- Oyf di felder fun Ṭreblinke, Tsenṭraler yidisher historisher komisie, 1947

- Der Yidisher oyfshṭand, Tsenṭral ḳomiṭeṭ fun di Yidn in Poyln, 1948

- Be-Hutsot Varshah, Am oved, 1953

- Mered Geto Varshah, Ha-Menorah, 1963

- In land Yiśroel, Y. L. Perets, 1964

- Hagadat ha-lehavot, Yad Ṿashem, 1970

- Varsheṿer tsavoes, Farlag "Yiśroel-bukh", 1974

- Baym letstn Veg, Yiśrael-bukh, 1977

- Tsava ot Ṿarshah, Moreshet, bet-edut al shem Mordekhai Anilevits, Sifriyat po alim, 1985